# Christian Brevoort Zabriskie

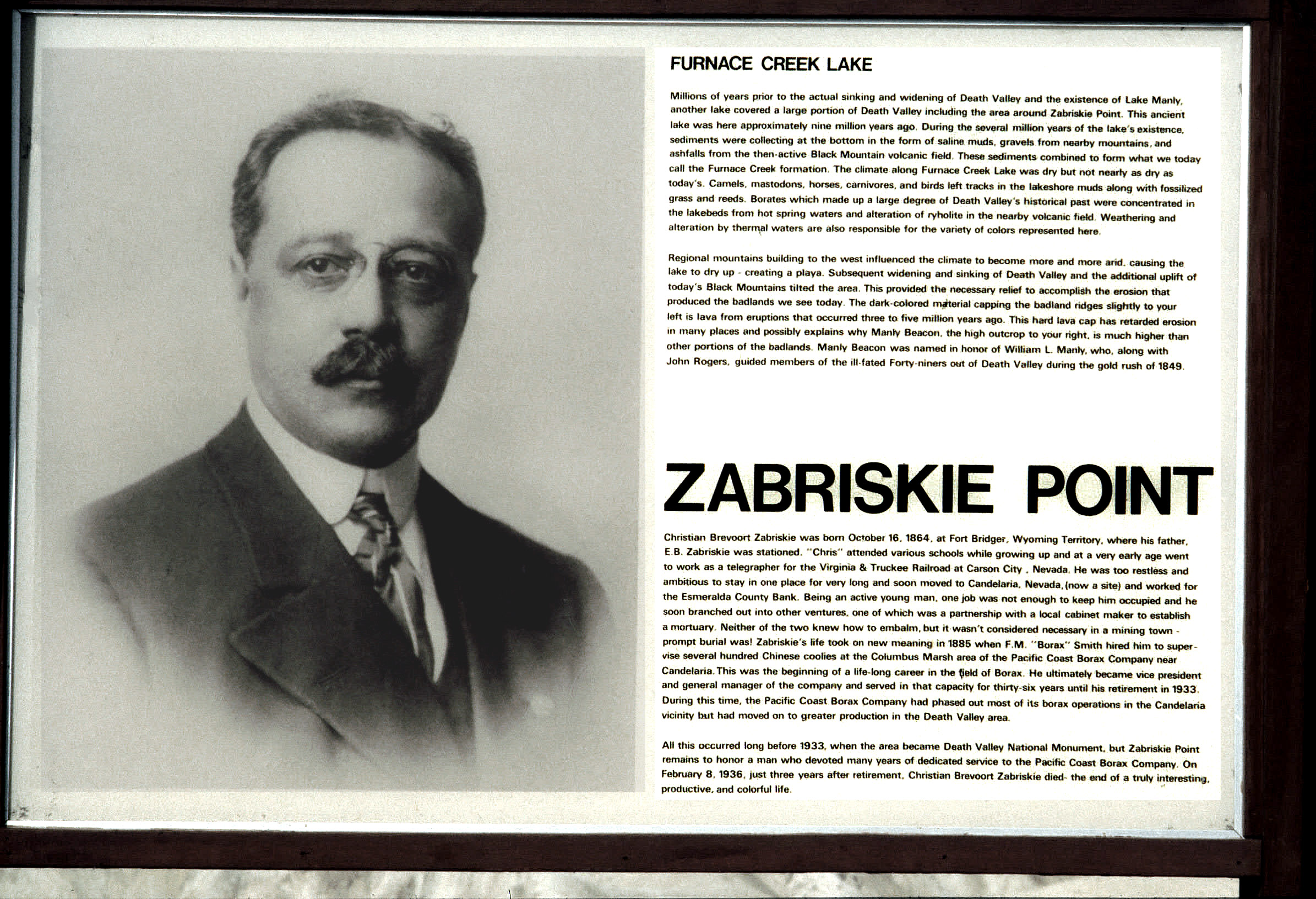
Christian Brevoort Zabriskie (Schautafel)

Christian Brevoort Zabriskie (* 16. Oktober 1864 in Fort Bridger, Wyoming-Territorium; † 8. Februar 1936) war ein US-amerikanischer Geschäftsmann und Vizepräsident der Pacific Coast Borax Company. Seine Vorfahren stammten aus Angerburg in Ostpreußen.

## Biografie
Zabriskie arbeitete von 1885 bis 1933 für die Pacific Coast Borax Company. Zunächst gehörte es zu seinem Aufgabengebiet, mehrere hundert chinesische Arbeiter zu beaufsichtigen, die im Death Valley in der unerträglichen Hitze mit dem Boraxabbau beschäftigt waren. Borax (das „Weiße Gold“) war der eigentliche Schatz des Death Valley. In den Jahren 1883 bis 1888 wurden einige hunderttausend Tonnen Borax im Death Valley abgebaut. Die Borax-Transportwagen wurden in dem schwierigen Gelände von bis zu 20 Maultieren – den berühmten „Twenty Mule Teams“ – zum mehr als 200 km entfernten Bahnhof gezogen.
Zabriskie wurde schließlich Vizepräsident und Generalmanager der Pacific Coast Borax Company. In dieser Funktion war er 36 Jahre bis zu seinem Ruhestand im Jahre 1933 tätig.

## Ehrungen
Zabriskie Point im Death-Valley-Nationalpark in Kalifornien wurde nach ihm benannt.